# (15507) Rengarajan
(15507) Rengarajan ist ein Hauptgürtelasteroid.
Er wurde am 9. September 1999 von der LINEAR in Socorro entdeckt.
Der Asteroid ist nach Michelle Rengarajan (* 1985) benannt, einer Finalistin des Intel Science Talent Search 2003, einem Forschungswettbewerb für ältere Oberschüler.